# Big Syke
Big Syke, nome artístico de  Tyruss Himes (Inglewood, 22 de novembro de 1968 - Hawthorne, 5 de dezembro de 2016), foi um rapper americano, membro dos Outlawz.

## História
Big Syke nasceu em 22 de novembro de 1968, em Inglewood, Califórnia. Filho de uma dançarina e de um chefe de cozinha. Começou a estudar em 1974, mas foi expulso do colégio em 1982, por ser considerado um aluno rebelde. Foi pra Sacramento, onde foi morar até os 21 anos de idade. Iniciou sua carreira de rapper em 1989, anos depois, em 1993, entrou no Thug Life. Em 1996, entrou no grupo Outlawz ao lado de Tupac Shakur, Yaki Kadafi, Napoleon e Hussein Fatal, onde permaneceu até 2009.

## Morte
Syke foi encontrado morto em 5 de dezembro de 2016, uma terça-feira, aos 48 anos de idade. A causa da morte do rapper foi de causas naturais. Foi enterrado no Cemitério de Inglewood.

## Grupos
- Thug Life (de 1993 a 1996)
- Outlawz (de 1996 a 2009)